# Georgina Campbell
Georgina Campbell (Maidstone, 12 giugno 1992) è un'attrice britannica.
È nota soprattutto per essere stata protagonista dell'episodio Hang the DJ della serie televisiva Black Mirror (2017) e del film horror Barbarian (2022).

## Filmografia

### Cinema
- The Ministry of Stories Anthology of Horror, regia di Mark J. Blackman e Umut Gunduz (2017)
- King Arthur - Il potere della spada (King Arthur: Legend of the Sword), regia di Guy Ritchie (2017)
- Canned, regia di Kirsty Robinson-Ward – cortometraggio (2017)
- All My Friends Hate Me, regia di Andrew Gaynord (2021)
- Wildcat, regia di Jonathan W. Stokes (2021)
- Barbarian, regia di Zach Cregger (2022)
- Bird Box Barcellona, regia di David Pastor e Àlex Pastor (2023)
- Lovely, Dark, and Deep, regia di Teresa Sutherland (2023)
- T.1.M., regia di Spencer Brown (2023)
- The Watchers - Loro ti guardano (The Watchers), regia di Ishana Night Shyamalan (2024)

### Televisione
- Freak – serie TV, 16 episodi (2009)
- Casualty – serie TV, episodio 24x20 (2010)
- The Cut – serie TV, 2 episodi (2010)
- Sadie J – serie TV, 6 episodi (2011-2012)
- Doctors – serie TV, episodio 13x187 (2012)
- One Night – miniserie TV, 4 puntate (2012)
- Holby City – serie TV, episodio 14x34 (2012)
- Delitti in Paradiso (Death in Paradise) – serie TV, episodio 2x02 (2013)
- Ice Cream Girls – miniserie TV, 4 puntate (2013)
- The Dumping Ground – serie TV, episodio 2x05 (2014)
- Murdered by My Boyfriend, regia di Paul Andrew Williams – film TV (2014)
- The Ark, regia di Kenneth Glenaan – film TV (2015)
- Brotherhood – serie TV, episodio 1x05 (2015)
- After Hours – serie TV, 6 episodi (2015)
- Tripped – miniserie TV, 4 puntate (2015)
- One of Us – miniserie TV, 4 puntate (2016)
- Flowers – serie TV, 6 episodi (2016)
- Broadchurch – serie TV, 8 episodi (2017)
- Black Mirror – serie TV, episodio 4x4 (2017)
- Philip K. Dick's Electric Dreams – serie TV, episodi 1x02, 1x08 (2017)
- Krypton – serie TV, 10 episodi (2018)
- His Dark Materials - Queste oscure materie (His Dark Materials) – serie TV, episodio 1x02 (2019)
- Cake - serie TV, episodio 1x01 (2019)
- Oh Jerome, No - miniserie TV, 3 episodi (2019)
- Un cavallo per la strega (The Pale Horse) – miniserie TV, 2 puntate (2020)
- Soulmates – serie TV, episodio 1x3 (2020)
- Suspicion – serie TV, 8 episodi (2022-in corso)

## Doppiatrici italiane
Nelle versioni in italiano delle opere in cui ha recitato, Georgina Campbell è stata doppiata da:
- Lavinia Paladino in Black Mirror, Soulmates, Bird Box Barcellona
- Benedetta Degli Innocenti ne Un cavallo per la strega, Suspicion
- Rossa Caputo in Krypton
- Letizia Scifoni in His Dark Materials - Queste oscure materie
- Mattea Serpelloni in Barbarian
- Virginia Brunetti in The Watchers - Loro ti guardano